# جک دایر (بازیکن فوتبال، زاده ۱۹۹۱)
جک دایر (انگلیسی: Jack Dyer؛ زادهٔ ۱۱ دسامبر ۱۹۹۱) بازیکن فوتبال اهل بریتانیا است.
از باشگاه‌هایی که در آن بازی کرده‌است می‌توان به باشگاه فوتبال نانیتون تاون، باشگاه فوتبال تاموورث، باشگاه فوتبال برتون آلبیون، و باشگاه فوتبال کیدرمینستر هاریرس اشاره کرد.